# تیموتی بلادورث
تیموتی بلادورث (به انگلیسی: Timothy Bloodworth) سناتور سابق عضو حزب دموکرات-جمهوری‌خواه بود. وی در سال ۱۷۹۵ تا ۱۸۰۱ میلادی سناتور ایالت کارولینای شمالی در سنای ایالات متحده آمریکا بود.